# Rhopalotettix gracilis
Rhopalotettix gracilis is een rechtvleugelig insect uit de familie doornsprinkhanen (Tetrigidae). De wetenschappelijke naam van deze soort is voor het eerst geldig gepubliceerd in 1928 door Willemse.